# Cimetière militaire du Cabaret St Quentin
Le cimetière militaire du Cabaret St. Quentin ou St. Quentin Cabaret Military Cemetery est un cimetière militaire britannique de soldats tués durant la Première Guerre mondiale, situé dans le village belge de Ploegsteert. Le cimetière se trouve à l'extrême nord du territoire, à près de quatre kilomètres au nord du centre du village et à seulement quelques centaines de mètres au sud du village de Wulverghem. 
Le cimetière a été conçu par Charles Holden avec la collaboration de William Cowlishaw et est entretenu par la Commonwealth War Graves Commission. Son plan est triangulaire avec une superficie de 4 644 m² et est entouré d'un mur en pierre naturelle. L'entrée se trouve dans le coin est où se trouve également la Croix du Sacrifice. Le cimetière commémore 462 morts dont 7 soldats inconnus.

## Histoire
Il se trouvait, à proximité du lieu, un cabaret appelé « St. Quentin ». L'endroit était situé à quelques centaines de mètres au sud du centre du village de Wulverghem et à environ un demi-kilomètre à l'est d'une ferme que les Britanniques appelaient « Kandahar Farm » et où le cimetière militaire de la ferme de Kandahar a été construit. La zone était en territoire allié pendant la majeure partie de la guerre, à proximité du front. Les Britanniques ont commencé le cimetière en février 1915 et ont continué à l'utiliser jusqu'à l'offensive allemande du printemps 1918, lorsque Wulverghem est tombé aux mains des Allemands en avril. Il a été repris en septembre.
Ils s'y trouvent 321 Britanniques, 68 Canadiens, 7 Australiens, 64 Néo-Zélandais et 2 Allemands.

## Tombes

### Soldats distingués
- DDH Campbell, major de la Royal Field Artillery, Joseph Bowyer, lieutenant des Lancashire Fusiliers et Charles Sainsbury, lieutenant du Wiltshire Regiment ont reçu la Croix militaire (MC).
- Stuart Ramsay, capitaine du Loyal North Lancashire Regiment et John Edwin Sugden, capitaine des Royal Irish Rifles, ont reçu le Distinguished Service Order (DSO).
- Arthur John Thoma Prankard, caporal du South Lancashire Regiment a reçu la Médaille de conduite distinguée (DCM).
- Henry Clarence Welch, sergent de la New Zealand Rifle Brigade a reçu la médaille militaire (MM).

### Personnel militaire mineur
- Ewart Barratt, soldat du South Staffordshire Regiment, avait 16 ans lorsqu'il fut tué au combat le 27 mai 1915.
- Matthew Burnside, carabinier du Royal Irish Rifles, avait 17 ans lorsqu'il fut tué au combat le 21 septembre 1916.

### Alias
- Le soldat E. Wormald a servi dans l'infanterie canadienne sous le pseudonyme de J. Henry.